# Aculturação
Aculturação (do inglês acculturation) é a interpenetração de culturas. É um termo que foi criado inicialmente por antropólogos norte-americanos[carece de fontes?] para designar as mudanças que podem acontecer em uma sociedade diante de sua junção com elementos culturais externos, geralmente por meio de dominação política, militar e territorial.
Porém, segundo o historiador francês Nathan Watchel, aculturação é todo fenômeno de interação social que resulta do contato entre duas culturas, e não somente da sobreposição de uma cultura a outra. Já Alfredo Bosi, em Dialética da colonização, afirma que esse fenômeno provém do contato entre sociedades distintas e pode ocorrer em diferentes períodos históricos, dependendo apenas da existência do contato entre culturas diversas, constituindo-se, assim, um processo de sujeição social.
A maioria dos autores acredita que a aculturação é sempre um fenômeno de imposição cultural. Trata-se de aculturação quando duas culturas distintas ou parecidas são absorvidas uma pela outra[carece de fontes?], formando uma nova cultura diferente. Além disso, aculturação pode ser também entendida como a absorção de uma cultura pela outra, onde essa nova cultura terá aspectos da cultura inicial e da cultura absorvida. Um exemplo é o Brasil, que possuía originalmente a cultura indígena e que adquiriu, posteriormente, traços das culturas europeia e africana, formando-se, então, a cultura brasileira.

## Globalização
Com a crescente globalização, a aculturação vem se tornando um dos aspectos fundamentais da sociedade. Pela proximidade das culturas e rapidez de comunicação entre os diferentes países do globo, alguns autores[carece de fontes?] sustentam que as  culturas estão perdendo sua identidade, aderindo em parte a outras culturas. Um exemplo disso são elementos da cultura ocidental que são cada vez mais presentes em muitos países distintos. Embora a aculturação não tire totalmente a identidade social de um povo, especula-se que, talvez, no futuro, não exista mais uma diferença cultural tão acentuada como a aquela que hoje ainda se observa entre os países, em especial entre o Oriente e o Ocidente.

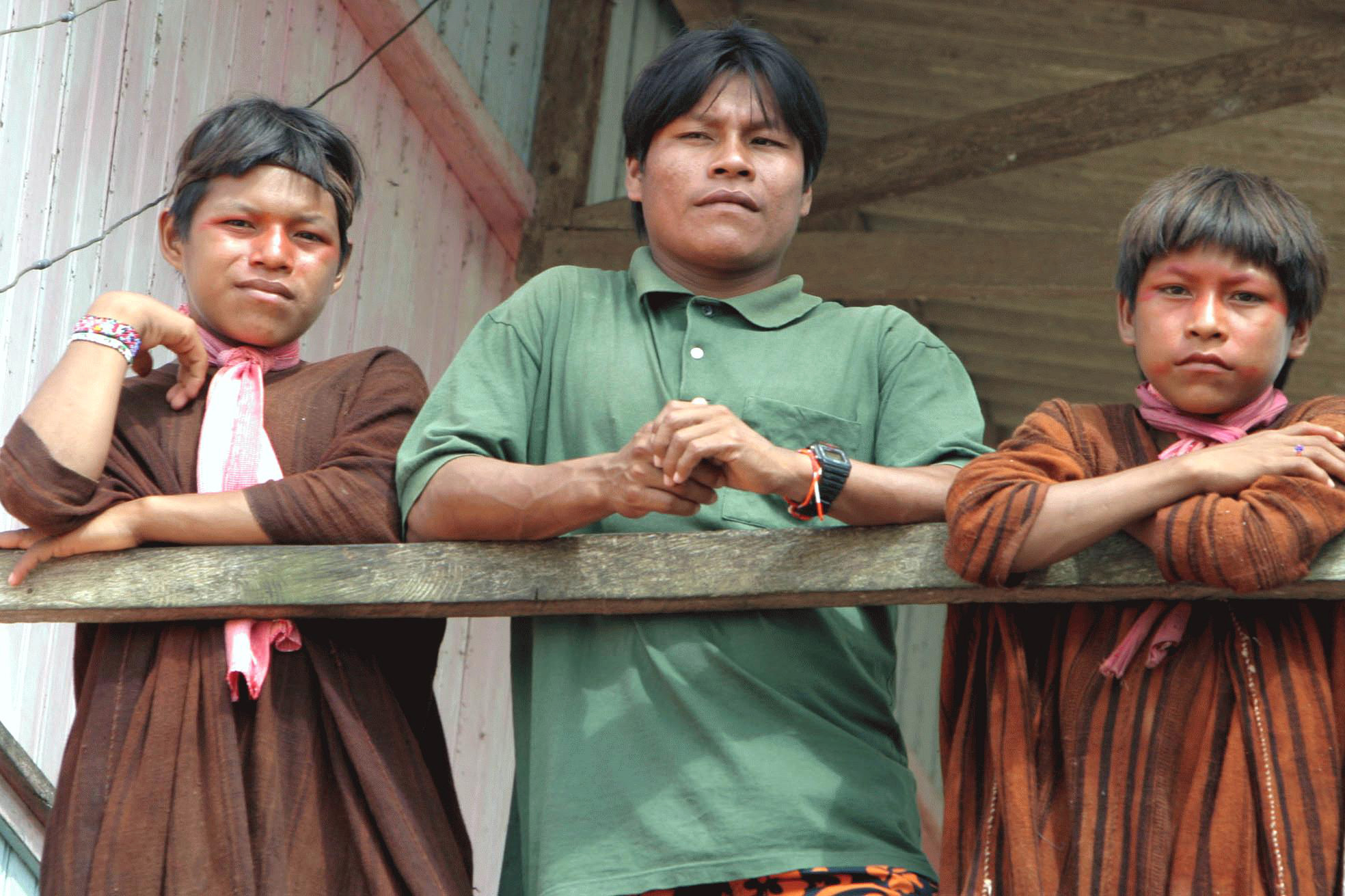
Um exemplo de aculturação: índios Asháninka no Acre combinam o uso de pinturas faciais, roupas e pulseiras indígenas com o uso de relógio e roupas ocidentais